# Ubuhle be Afrika
Ubuhle be Afrika (La beauté de l'Afrique) est un groupe xhosa de jeunes sud-africains qui habitent dans la région de la Nelson Mandela Bay. 
Le groupe est né en 2001 d’un besoin d’exprimer une passion pour des cultures africaines diverses et pour montrer toute la beauté du continent, (comme l’explique le nom). Le groupe est né grâce à l’initiative d’une jeune femme, devenue fondatrice du groupe, Nomandla Hallam et de son frère, Thandisizwe Hallam actuellement directeur général, originaires d’un petit township de la Nelson Mandela Bay, Ezinyoka.
Ensemble, ils ont pu constater le manque d’activités extrascolaires dans leur quartier, mais également un grand talent caché derrière ces visages pleins d’énergie. Ils ont alors décidé de créer un groupe de danse traditionnelle.
Ainsi, tous peuvent exprimer leur passion pour la culture et la beauté de leur continent à travers différentes danses africaines (xhosa, zulu sotho, etc.), le marimba, les chansons africaines, le gumboot et les contes oraux accompagnés du son vibrant des tambours.
C’est grâce aux efforts de M. Pascal Holliger et Imbewu-Suisse que le groupe a été invité en 2004 à participer à un festival en Suisse. Depuis, Ubuhle be afrika voyage souvent en Europe (Suisse, France, Russie, Finlande, Suède, Italie) pour participer à de grands festivals européens, dont Paléo Festival de Nyon et Buskers Festival de Neuchâtel. Ces jeunes ont même partagé des scènes avec les grandes stars et légendes africaines, comme Miriam Makeba, Hugh Masekela, Johnny Clegg, Freshly ground, etc. 
Hormis les performances, des ateliers sont organisés dans des écoles pour faire partager la richesse de leur continent aux jeunes européens.  
Nomandla est aussi la fondatrice et conductrice d’une chorale composée de jeunes filles et de jeunes garçons. Elle est également chanteuse d'afropop, et vient de sortir son premier album « impilo » (la santé). Avec son frère, ils organisent souvent des ateliers culturels, toujours à la recherche de jeunes talents, pour les entrainer, les guider, les conseiller et les aider à se lancer dans une carrière artistique.